# 極楽とんぼのとび蹴りヴィーナス
『極楽とんぼのとび蹴りヴィーナス』（ごくらくとんぼのとびげりヴィーナス）は、1999年4月から同年9月までテレビ朝日系列局で毎週月曜深夜に放送されていたテレビ朝日制作のバラエティ番組。極楽とんぼの冠番組。
1999年10月から2001年9月まで同系列局で放送された『極楽とんぼのとび蹴りゴッデス』もタイトル以外は同じ内容であるため、ここで扱う。

## 概要
極楽とんぼが様々な企画を提案していた深夜番組。
2001年9月に番組は終了し、同年10月からは『極楽とんぼのバスコーンだろ!!』と題して放送されるようになった（2002年4月からはネオバラエティ第2部月曜枠で放送）。

## 放送時間

### 極楽とんぼのとび蹴りヴィーナス
- 月曜 25:00 - 25:30 （1999年4月 - 1999年9月、『深夜水族館』枠）

### 極楽とんぼのとび蹴りゴッデス
- 月曜 25:00 - 25:30 （1999年10月 - 2000年3月）
- 月曜 24:54 - 25:24 （2000年4月 - 2001年9月）

## 出演者
- 加藤浩次（極楽とんぼ）
- 山本圭一（極楽とんぼ）
- 高井正憲（当時テレビ朝日アナウンサー） - ナレーターを担当。

## 主な企画
スピードマン
定期的に行われていたコーナー。加藤がスピードマンになり、女性タレントやテレビ朝日の女子アナウンサーなどのゲストとトランプゲームであるスピードで勝負する。山本はジャッジマンとなり対戦をジャッジするが、加藤寄りのジャッジをすることもしばしばあった。千秋に一旦は敗れるものの、加藤は猛特訓の末にスピードマンの称号を奪還した。入場テーマ曲は加藤がNWA世界ヘビー級王者の入場テーマ曲である「ギャラクシー・エクスプレス」、山本が映画『メジャーリーグ』のテーマ曲である「Wild Thing」。
輝てるひこ
山本が即興で歌を歌うムード歌謡歌手。代表曲は『小舟こいこい』『捨て猫チャチャチャ』『だって雨が』『ネズミによく似た女だね』コーナー参加ゲストは、香田晋、城之内早苗、新田恵利、大西結花、中村由真、青田典子、来栖あつこ、辰吉丈一郎など。当時のテレビ朝日アナウンサー丸川珠代、佐分千恵、龍円愛梨は輝から声出し指導を受ける立場で参加。
テルコエステーション
『ミュージックステーション』のパロディ。しかし実際には輝てるひこのワンマンショーだった。
野球対決
加藤の待遇に山本が難癖をつけ、野球で決着をつけることに。山本は人脈を活かし、深夜番組としては異例の豪華なゲスト（当時広島東洋カープに在籍していた金本知憲、新井貴浩）を呼んだ。加藤の助っ人には柿辰丸が「錦糸町の頭」として呼ばれた。
KENKA
野球対決同様、山本と加藤が総合格闘技の要領で殴り合い。しかし、見届け人だったガッツ石松が仲裁に入ったのがきっかけで大団円になりグダグダに。
ライダーメン
加藤が山本を目立たせるためにと『仮面ライダークウガ』出演を狙って作ったヒーローキャラ。変身前は西園寺公任（さいおんじきんとう）と名乗りライダースティック（普通の棒）を使った撲殺が必殺技。テーマ曲は『仮面ライダーV3』のオープニングテーマである「戦え! 仮面ライダーV3」。この姿で『クウガ』出演時には監督である石田秀範と出演者であるきたろうを激怒させたがオダギリジョーの貴重なバラエティ出演があった。台本ではポレポレに入店して「コーヒー」と注文する所が実際の放送では入店のみで出番が終わっている。また、『はみだし刑事情熱系』に出演した時にはライダーメンで登場しわざとNGを出す山本に柴田恭兵らをいらつかせた。
極楽拳闘クラブ
とび蹴りゴッデス時代に放送されていた、同時期に放送されていた『ガチンコ!』（TBS）の目玉コーナー「ガチンコ!ファイトクラブ」のパロディ。講師は飯田覚士。だが参加者は視力が異常に悪く元不良を強調する狂犬･田中、減量する気ゼロのヘビー級、ブリーフ一丁でグローブを忘れた代わりにビニールをつける吉賀、既に34歳でプロテストに参加する資格の無い老犬･水谷等。吉賀が半ば素手で相手をK.O、恋愛、号泣、現役世界チャンピオン登場、いじめ、参加生が渡米、流血、飯田と極楽が仲間割れ等ダイジェスト映像ばかり撮って煽り本編には放送せず乱闘ばかりがクローズアップされる内容。この後、何故か路線変更で同じく本家『ガチンコ!』の企画である「ガチンコ!ラーメン道」のパロディ「極楽ラーメン道」へとシフトチェンジされた。もちろんヤラセである。
とび蹴り取立て屋
極楽が女性タレントやテレビ朝日の女子アナウンサーに因縁をつけて金銭を取りたてる企画。特に龍円愛梨（当時テレビ朝日アナウンサー）に対しては極楽は容赦しなかった。龍円はその後もこの企画に出演し続け、極楽と抗争を繰り広げた。もちろんロケ前に事前の打ち合わせを行っており、いわゆるドッキリ。
トゥーナイト3
『トゥナイト2』のパロディ。やたらエロを強調するがエロが加速すると山本が打ち切ってしまう。本家CSのトゥナイト3とは無関係。
夏風船競技会
毎回夏に行われる、加藤進行のスポーツ大会。山本が選手役で登場、様々な風船を使ったスポーツを提案する。
24時間テレビ
極楽がパーソナリティーを務める、『24時間テレビ』（日本テレビ）のパロディ。初めはテンションノリノリだったが、20分あたりで低空に。マラソンランナーの元ヤンがやけに前向きなコメントを言い続ける。
ダンスゥイングコウジ
加藤がアドリブでダンスを延々と踊り続ける。
津軽海峡横断部
『ウッチャンナンチャンのウリナリ!!』（日本テレビ）の人気コーナーだった「ドーバー海峡横断部」のパロディ。極楽とんぼと猿岩石が津軽海峡横断を目指した。
ジャンボ山本のチャレンジゴルフ
山本がゴルフレッスンを行う企画という触れ込みだったが、実際には山本の暴走ぶりが目立ちタイトルの内容とはほど遠かった。
裏ビデオオークション
極楽やゲストのお宝映像をプレビューを行った上で、番組内のオークションに出品する。
GOKUYAN
『ASAYAN』（テレビ東京）のパロディ。
極楽歌の大辞典
『速報!歌の大辞テン』（日本テレビ）のパロディ。
極楽表彰委員会
突然タレントの前に極楽が現れ、もらってもうれしくない表彰をする。
1週間連続びっくり
加藤が山本に、山本が加藤にそれぞれ、1週間でドッキリを仕掛けでどれだけ驚くかを競う。驚いた数が多いほうは罰ゲーム。

ラッキー＆ラッキー

ザ・バーサスゲッター
加藤がディーラーに扮し、山本は番組が用意した2人の一般人から1人を対戦相手に選び、お題となる競技で対決する。
ただし、2人の一般人は、一方がその競技のプロ、もう一方は全くの素人である。
山本は勝てばゲーム前に希望した賞品を無料で獲得できるが、負ければその賞品の代金を自腹で支払った上に賞品を没収される。
ボンバードッジ

モテ男塾
前述の吉賀の初登場企画。
など。

## ネット局について
- テレビ朝日では前述の時間に放送されていたほか、岩手朝日テレビと瀬戸内海放送では『ゴッデス』から土曜夕方に放送されていた（岩手朝日では『ゴッデス』末期には深夜に枠移動した）。
- また、上記以外の一部テレビ朝日系列局でも放送されたが、朝日放送は『ヴィーナス』のみ放送し、『ゴッデス』については放送しなかった。

## スタッフ
- 構成：笠博勝、鈴木工務店、福田雄一、石原健次、相澤昇、蒲田幸成、桝本壮志
- タイトル：宍戸淳一
- ディレクター：マッコイ斉藤、げん（長久弦）
- プロデューサー：杉村全陽
- 技術協力：八峯テレビ（ヴィーナス）、FLT（ヴィーナス）、麻布プラザ（ヴィーナス）、tsp（ゴッデス）
- 美術協力：テレビ朝日クリエイト
- 音楽協力：テレビ朝日ミュージック
- 企画協力：吉本興業（片山勝三、奧井剛平）
- 制作著作：テレビ朝日

## テーマ曲

### 極楽とんぼのとび蹴りヴィーナス
- 「clock work machine」THE SPACE COWBOYS[1]
- 「LONELY DAYS」PENPALS

### 極楽とんぼのとび蹴りゴッデス
- 「20世紀狂詩曲」聖飢魔II
- 「働く女」山下昭和
- 「From now」FULL MONTY
- 「Where did my stick go?」RUDE BONES[2]
- 「ローレン」BULLSHIT[3]
- 「踵鳴る」eastern youth
- 「ROCK AND ROLL HIGH SCHOOL」pre-school